# Anna Wittelsbach (Pfalz-Sulzbach)
Anna Christina Luiza Wittelsbach (ur. 5 lutego 1704 Sulzbach-Rosenberg – zm. 12 marca 1723 w Turynie) – księżniczka Palatynatu-Sulzbach, księżna Sabaudii-Piemontu.
Córka księcia Palatynatu-Sulzbach Teodora i Maria Eleonora Hessen-Rotenburg-Rheinfels. Jej dziadkami byli: Christian i Amelia Nassau-Siegen oraz Wilhelm landgraf Hesji-Rheinfels-Rothenburg i Maria Anna hrabina zu Löwenstein.
15 marca 1722 roku wyszła za mąż za księcia Karola Emanuela III Sabudzkiego, syna króla Sardynii Wiktora Amadeusza II i Marii Anny Orleańskiej. Para miała tylko jednego syna, Vittorio Amedeo (ur. 7 marca 1723; zm. 11 sierpnia, 1725), księcia Aosta, który zmarł w dzieciństwie.
Anna Christina zmarła kilka dni po porodzie, w wieku 19 lat, niecały rok po ślubie.